# Nyírkarász

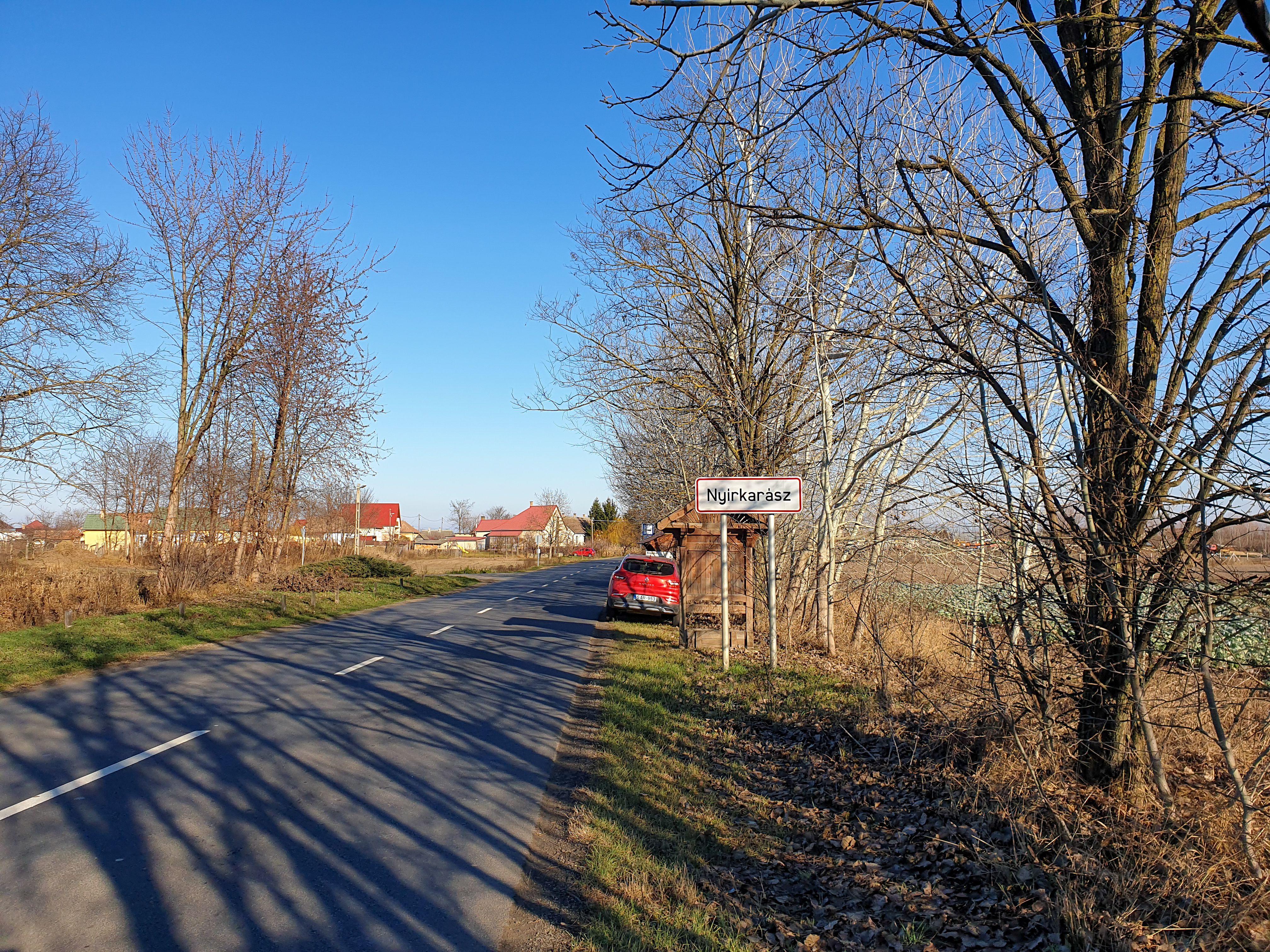

Nyírkarász község Szabolcs-Szatmár-Bereg vármegyében, a Kisvárdai járásban.

## Fekvése
A megye, és egyben a Nyírség északkeleti részén fekszik, Kisvárda, Baktalórántháza és Vásárosnamény városok között, a kistáj középső részén.
A közvetlen szomszédos települések: észak felől Gyulaháza, délkelet felől Nyírmada, dél-délkelet felől Rohod, dél felől Petneháza, nyugat felől pedig Nyírtass.

### Megközelítése
Központja csak a Kisvárda-Baktalórántháza között húzódó 4105-ös úton érhető el, a két végponti város irányából. Keleti külterületei között elhalad a 4106-os út is.
Az ország távolabbi részei felől a 4-es főúton érhető el a legegyszerűbben, attól mintegy 8 kilométerre keletre helyezkedik el. Ahhoz képest, hogy a főút alig több mint 6 kilométerrel halad el a település mellett, csak aránylag nagy kerülővel érhető el abból az irányból.

## Nevének eredete
A település neve bizonytalan eredetű. Valószínű, hogy a Karász helynév a személynévként alkalmazott magyar kárász halnévből keletkezett, de más vélemény szerint a káliz népnévből ered. A tájegységre utaló Nyír előtagja megkülönböztetésre szolgál.

## Története
Nyírkarász a fellelhető oklevelek szerint valószínűleg már a 13. század végén állhatott. Neve az oklevelekben Karaz, Karos, Charas és Garaz alakokban fordult elő. A 14. század elejétől az ez idő tájt megalakuló nemesi vármegye rendszeresen itt tartotta üléseit, egészen a 18. század közepéig. A 13. század végén, 14. század elején a település birtokosai Sándor bán és fiai voltak. Az oklevelekben Karászinak is nevezett Sándor bán első ismert őse nagyapja, a 13. század első felében élt Drugh. Róla nevén kívül más adat nem maradt fenn. Fiáról, (Drugh fia Sándor) Sándorról azonban több oklevél is megemlékezik. Ez a Sándor karászi birtokán várat is építtetett. Karász egészen 1328-ig maradt tulajdonuk.
A falu a 15. században Perényi Pál birtoka lett. Özvegye 1481-ben bizonyos kártételek kiegyenlítése végett egy részét átengedte a szomszédos településen, Madán birtokos nemeseknek. A 16. században a Bacskai, a Tárkányi, az Ibrányi, a Derecsényi, a Garai és a Soós családok voltak a birtokosai. 1618-ban Tárkányi Istvánnak, Ramocsaházi Istvánnak, Horváth Józsefnek, Szintei Mártonnak és Parasznyai Józsefnek 20 jobbágya volt a településen.
A 19. század közepén Karász lakosainak száma 1603 fő volt.

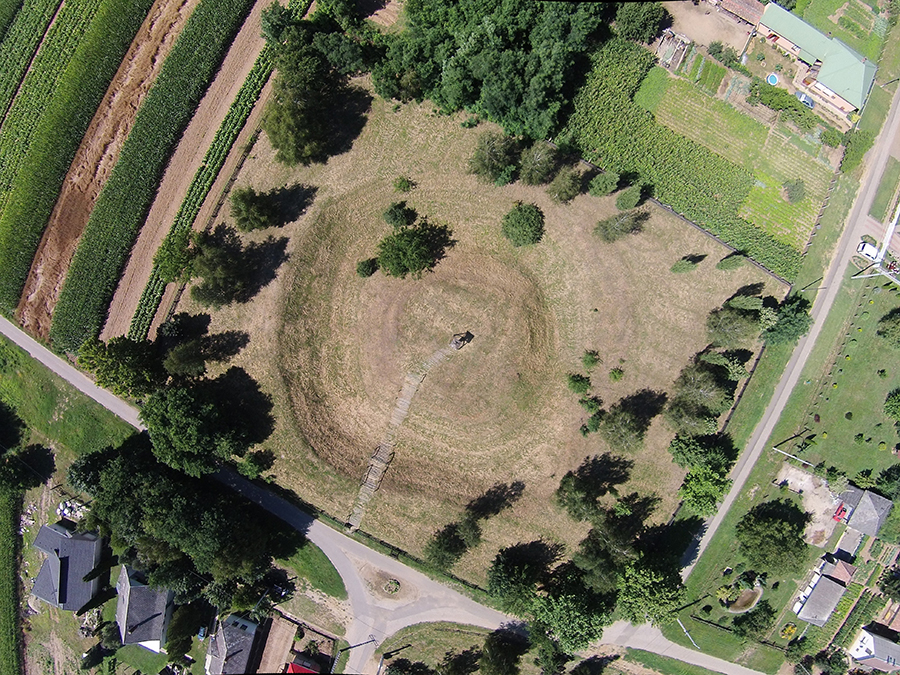
Nyírkarász, földvár légi fotón

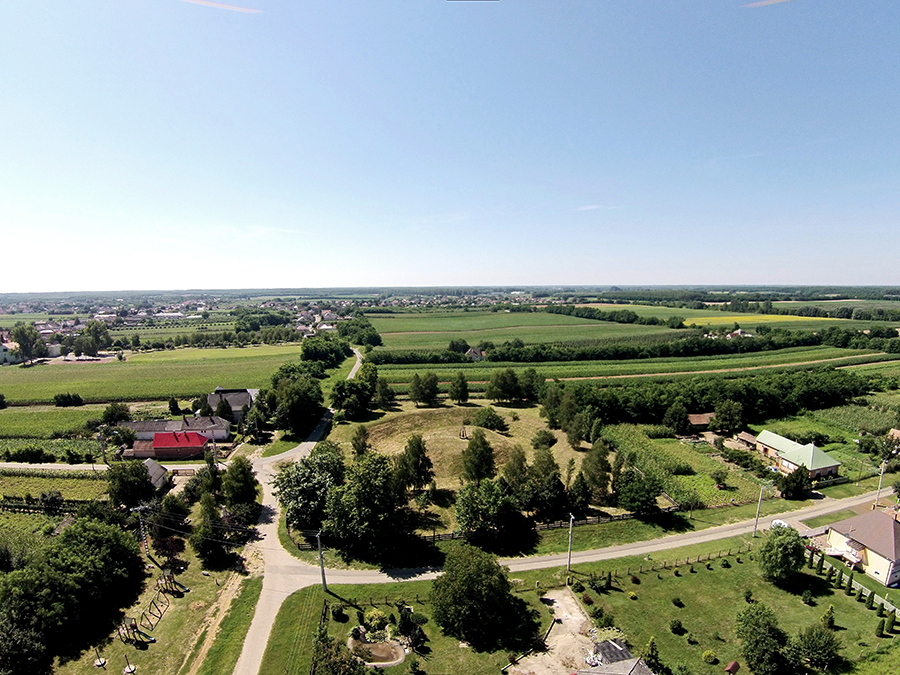
Nyírkarász, földvár légi felvételen

## Közélete

### Polgármesterei
- 1990–1994: Félegyházi Gábor (független)[3]
- 1994–1998: Félegyházi Gábor (független)[4]
- 1998–2002: Félegyházi Gábor (független)[5]
- 2002–2006: Félegyházi Gábor (független)[6]
- 2006–2010: Félegyházi Gábor (független)[7]
- 2010–2014: Félegyházi Gábor (független)[8]
- 2014–2019: Szalmási József (Fidesz-KDNP)[9]
- 2019–2024: Szalmási József (Fidesz-KDNP)[10]
- 2024– : Varga Tiborné (független)[1]

## Népesség
A település népességének változása:
| Lakosok száma | 2371 | 2383 | 2373 | 2212 | 2210 | 2199 | 2191 |
|               | 2013 | 2014 | 2015 | 2021 | 2022 | 2023 | 2024 |

2001-ben a település lakosságának 99%-a magyar, 1%-a cigány nemzetiségűnek vallotta magát.
A 2011-es népszámlálás során a lakosok 90,8%-a magyarnak, 2,2% cigánynak mondta magát (9,2% nem nyilatkozott; a kettős identitások miatt a végösszeg nagyobb lehet 100%-nál). A vallási megoszlás a következő volt: római katolikus 32,7%, református 20%, görögkatolikus 32,9%, felekezeten kívüli 1,9% (12% nem válaszolt).
2022-ben a lakosság 88,1%-a vallotta magát magyarnak, 4,4% cigánynak, 0,2% ukránnak, 0,2% ruszinnak, 4,6% egyéb, nem hazai nemzetiségűnek (8,4% nem nyilatkozott; a kettős identitások miatt a végösszeg nagyobb lehet 100%-nál). Vallásuk szerint 23,5% volt római katolikus, 18,5% református, 24,1% görög katolikus, 0,5% egyéb keresztény, 0,3% evangélikus, 3,9% felekezeten kívüli (28,3% nem válaszolt).

## Nevezetességek

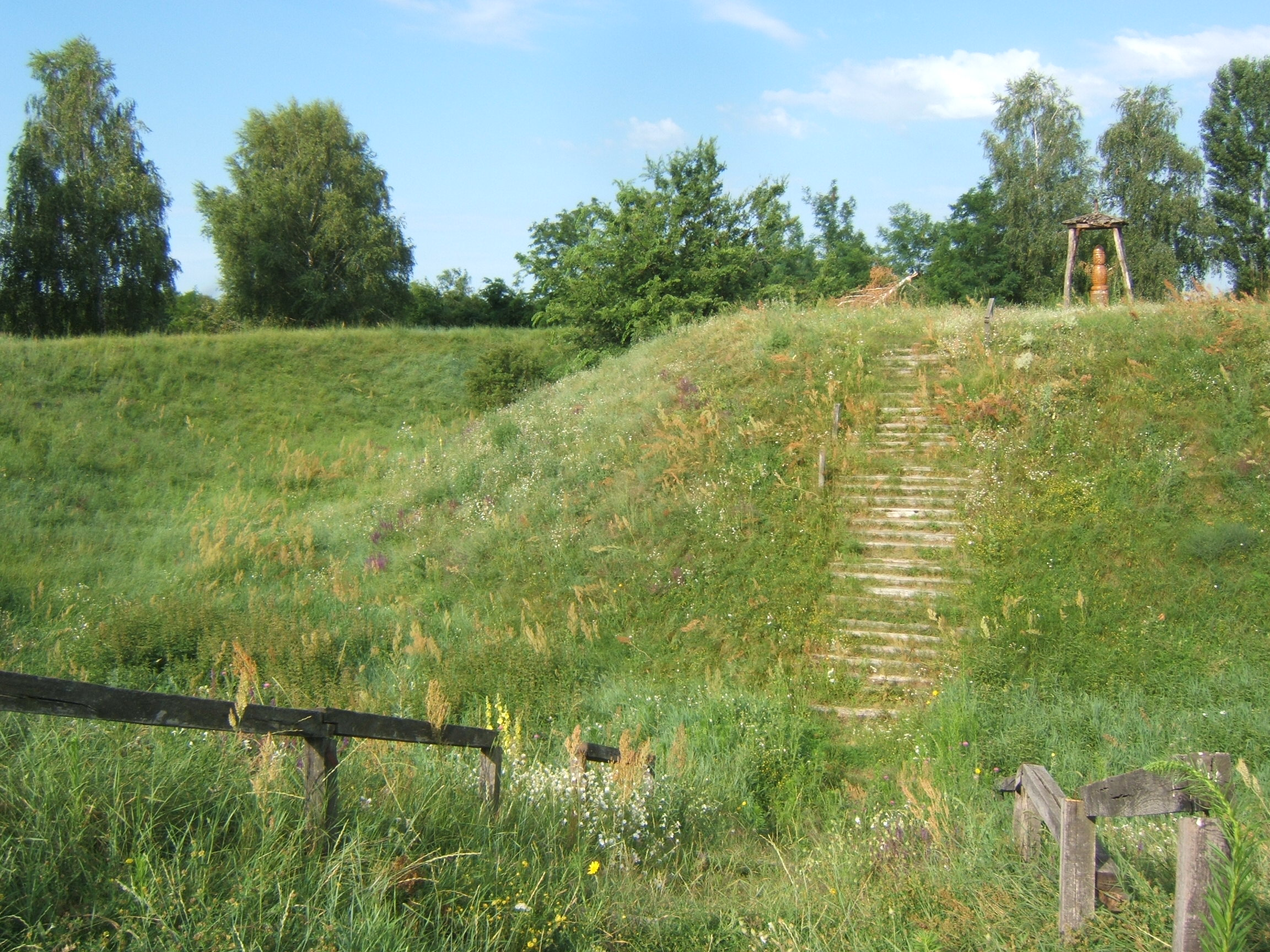
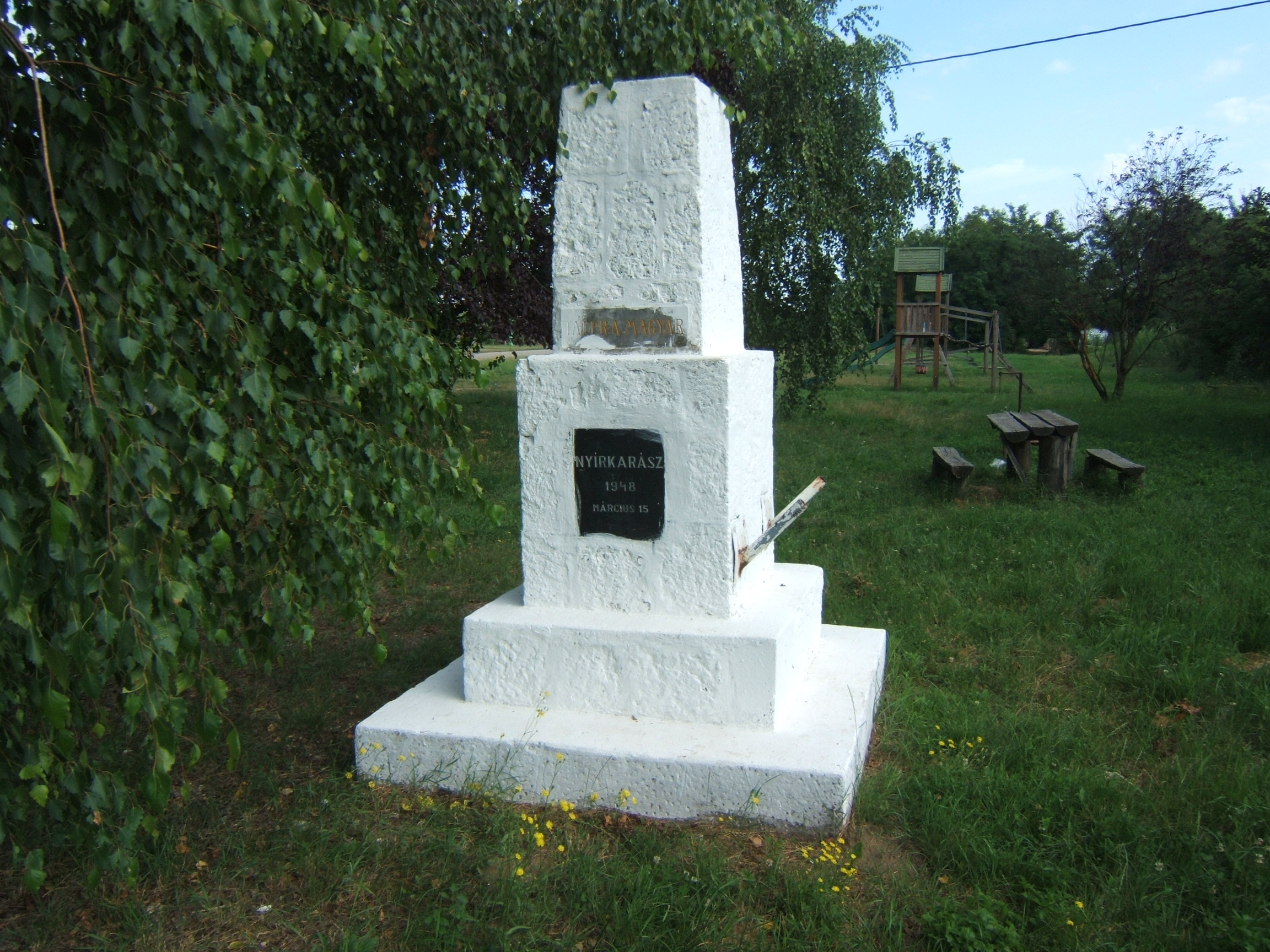

- Földvár
- 1848-as emlékmű

## Híres emberek
- Itt született 1942. július 19.-én Dudás Illés gépészmérnök, egyetemi tanár.